# 江戸幕府日記
江戸幕府日記（えどばくふにっき）は、江戸幕府内の諸部局で作成された、政務や行事の内容が書かれた日記類の総称。個別の記録としては江戸城内の御用部屋で作成された「御用部屋日記」、表右筆が作成した「右筆所日記」などが知られる。特に「右筆所日記」などは江戸城中の様々な情報をまとめた正式な記録として幕府から重視され、『徳川実紀』の典拠としても使用された。

## 内容
江戸幕府では日々の儀礼や行事、政務に関わる情報が各役所や部局で記録された。これらの日記や記録類がまとめて江戸幕府日記と呼ばれる。ただし、江戸幕府日記という名称は便宜的なものであり、個別の日記名や記録された内容は日記ごとで異なっている。また、江戸幕府日記に含まれる「右筆所日記」（「御日記」、または江戸幕府右筆所日記）が特に「江戸幕府日記」と呼ばれることもある。
日記群の中で特に代表的なものが「御用部屋日記」と「右筆所日記」である。「御用部屋日記」は老中や若年寄に関する情報が記録されており、老中らが執務を行った御用部屋において奥右筆が作成したものである。一方、「右筆所日記」は将軍などの動静や江戸城内の種々の政務が記録されたものであり、表右筆によって作成された。「右筆所日記」は幕府の正式な記録として編まれ、『徳川実紀』はこれらの多くの記事を典拠として使用した。また、『徳川実紀』の稿本として使われた「柳営日次記」にも「右筆所日記」や「御用部屋日記」が典拠として使われた。
その他の幕府諸機関においても記録が作成されたが、その大半が散逸したとされる。残っている記録としては「幕府書物方日記」、「言次」（表右筆組頭の日記）、奥坊主小道具役の日記などが知られる。
内閣文庫には、江戸幕府から引き継がれた二千冊を超える幕府日記が残されている。これらは国立公文書館デジタルアーカイブにて公開されている。その他に、東京国立博物館所蔵の一橋家旧蔵本は「御用部屋日記」の写本として知られる。姫路酒井家本「江戸幕府日記」(姫路市立城郭研究室所蔵)は、江戸幕府初期の「右筆所日記」を伝える写しとされる。
江戸幕府日記は二次史料である『徳川実紀』の典拠となった史料でもあるため、一次史料として利用することで江戸期の政治史研究に大きな進展をもたらした。一方で、「右筆所日記」などは記録が作成される過程で、目付などによって書き残す内容の確認作業や取捨選択が行われており、単純には一次史料と言えない側面も持っている。

## 日記に関わる歴史
初期江戸幕府の記録システムは不明な点が多いが、慶長年間（1596年 - 1615年）には編修活動が始まったと考えられている。しかし、これら初期の記録の多くは、明暦3年（1657年）に起こった明暦の大火によって失われた。一方で、寛文12年（1672年）6月には、右筆の中に日記役があったことが確認されている。天和3年（1683年）7月には、医師坂実庵などが新設された奥右筆の日記役に任じられている。
各所の記録をひとつにまとめた、幕府全体の正式記録の作成も行われた。この記録が「御右筆日記」、後に「御日記」とも呼ばれた「右筆所日記」である。「右筆所日記」が作成された初期は、右筆と目付が日記の内容に大きく関与した。しかし、初期右筆所日記は遺漏も多く、宝永6年（1709年）正月には、より細密な記録が命じられた。
目付と右筆が中心となった「右筆所日記」の作成は、その後大目付の役割が増し、大目付および目付によって日記記載内容の判断が行われるようになった。さらに徳川吉宗期には、大目付らが「右筆所日記」の世話役となり、各役職から出された日記に記録すべき情報が載せられた書付は、大目付と目付のみに提出されるようになった。以後、大目付と目付を中心とした作成体制が続けられた。宝暦年間（1751年 – 1764年）には、大目付と目付が任じられる日記掛が創出された。大目付の日記掛は毎月各役職から書付を受け取り、その書付は日記掛から表右筆日記方に渡され下書きが作られた。その後、日記掛の大目付や目付の自宅で読み合わせなどが行われ、最終的には表右筆も含めて記録の確認がなされた。
日記の保管は基本的に紅葉山文庫や多聞櫓で行われた。例えば、宝永元年（1704年）9月には、寛永8年（1631年）から元禄12年（1699年）までの「右筆所日記」が紅葉山に預け置かれている。将軍家の先例調査などで記録が必要になった際には、ここから提出された。
複製は数度行われており、寛政3年（1791年）には日記掛の上申によって、「右筆所日記」の副本と複本の作成、傷んだ日記の書き直しがなされている。この複製作業は幕末まで続けられた。しかし、「御用部屋日記」や「右筆所日記」以外の日記の多くは、転写本が作られることはなかった。